# Торре-де-ла-Плата
Торре-де-ла-Плата в Севилье — восьмиугольная башня XIII века, расположенная на улице Сантандер, которая соединялась городской стеной (часть которой была снесена в 1821 году) с Торре-дель-Оро.
Во времена Альфонсо X башня была также известна как башня водовозов. В XVIII веке башня была частично скрыта из-за строительства ряда жилых зданий по проекту итальянского архитектора Вермондо Реста. В 1992 году башня была частично отреставрирована. Она находится в тяжёлом состоянии из-за растительности, распространившейся на значительную часть пространства.
В настоящее время современная стена разделяет прилегающий двор и автостоянку, на месте которой в XVII веке располагался Кузнечный Двор. Существует намерение обустроить на этой территории сады.

## Галерея изображений
Виды на Торре-де-ла-Плата с прилегающей территории.

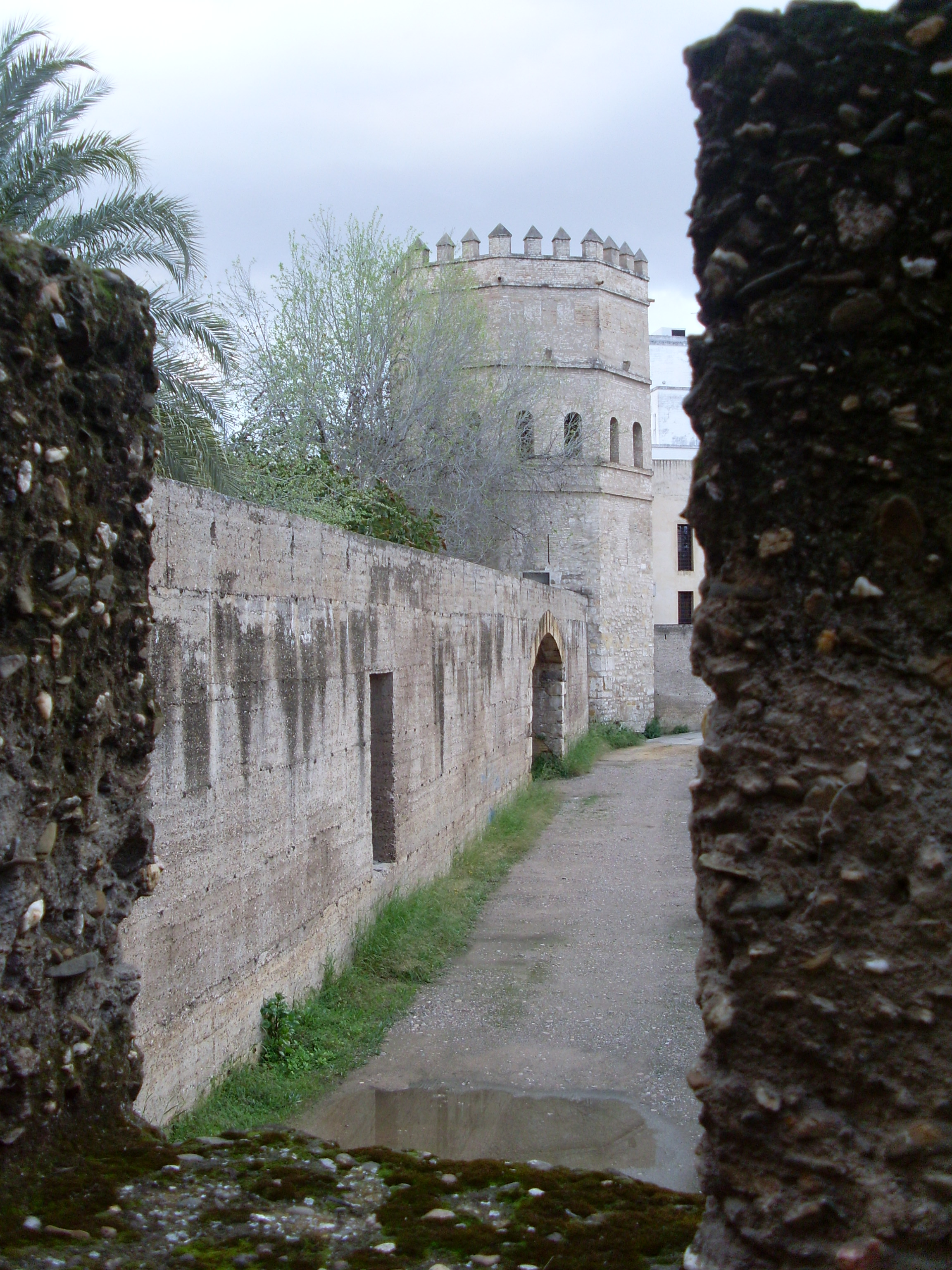
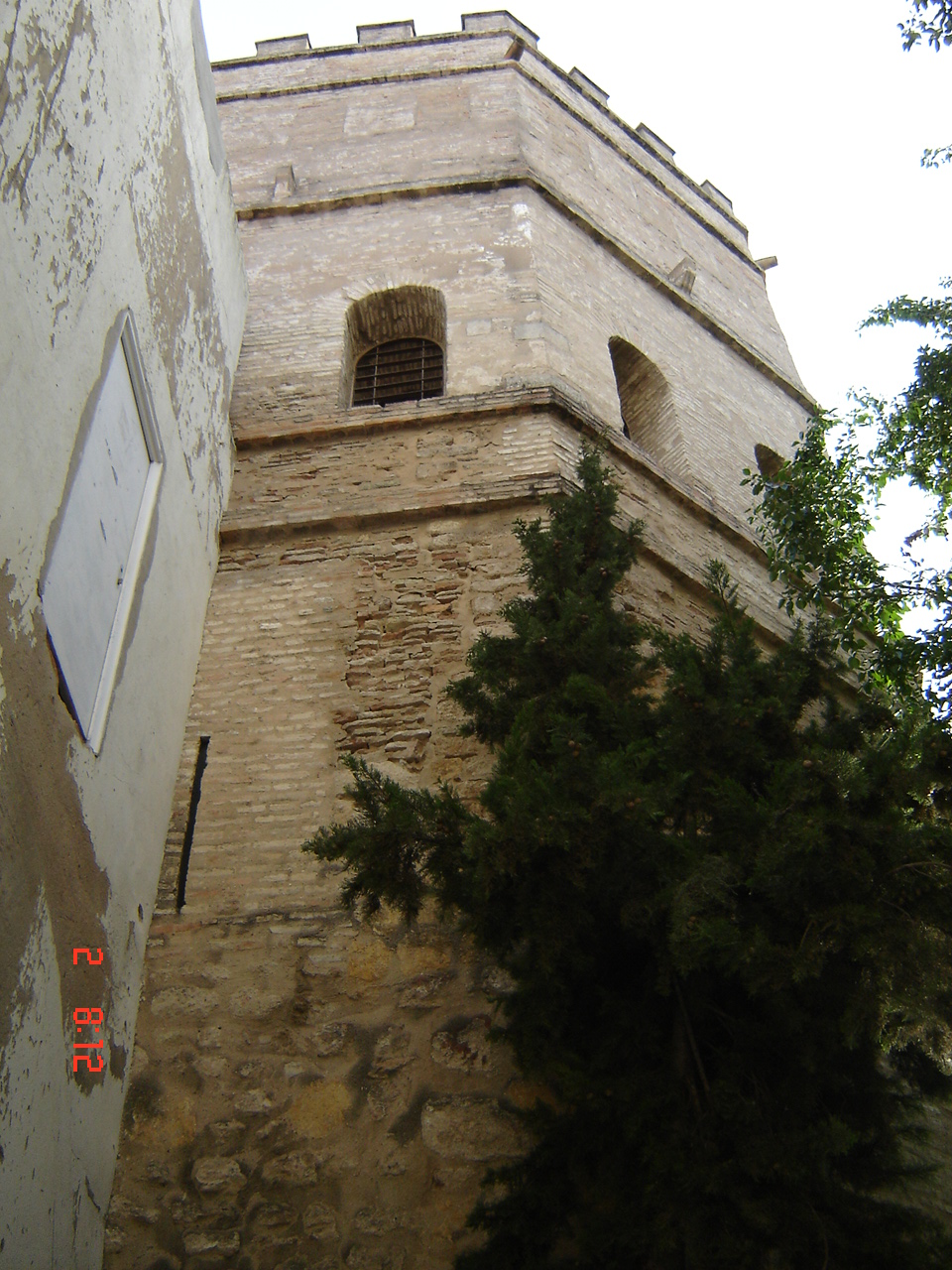
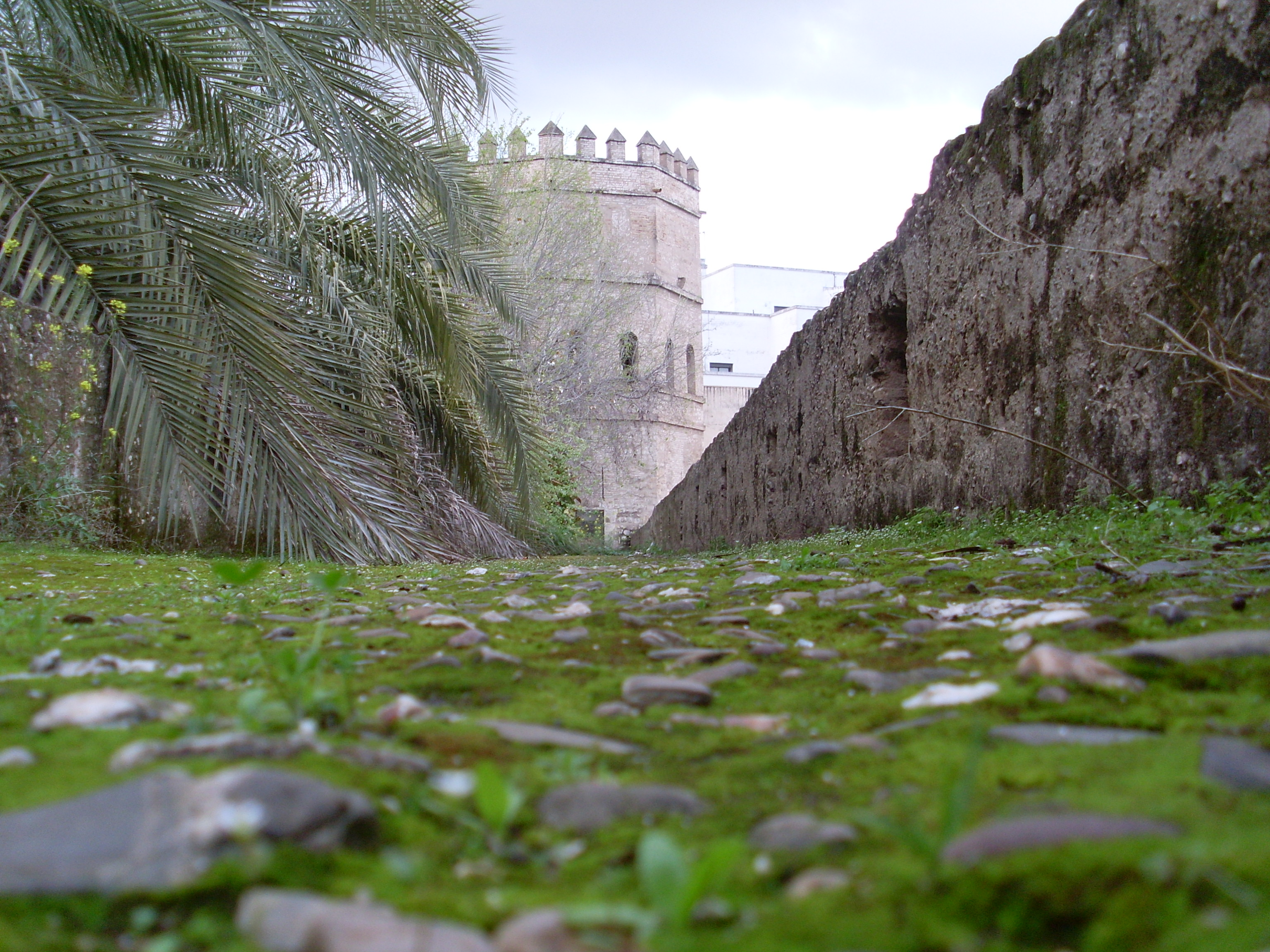